# Tuïr d'Èvol
El petit poble de Tuïr d'Èvol (estàndard: [tu'iˈðɛβul], local: [tu'iˈðeβul]) és un poble de la comuna nord-catalana d'Oleta i Èvol, de la comarca del Conflent. Havia format part de l'antiga comuna, extingida el 1822, d'Èvol.

## Etimologia
Dividim l'etimologia d'aquest topònims en les dues parts del seu nom compost:

### Tuïr
Joan Coromines explica el topònim Tuïr a partir de la forma llatina villa tŭgŭrĭī, el mas de la cabana.

### Èvol
El mateix Joan Coromines, també a l'Onomasticon Cataloniae, manifesta en una llarga explicació la seva indecisió entre dues interpretacions de l'origen del nom del poble. D'una banda, postula el nom propi germànic Ebil, en la seva versió llatinitzada, Ebulus. De l'altra, l'origen podria trobar-se en el nom de la planta évol, o matacà, que, en llatí, era també ebulus.

## Geografia

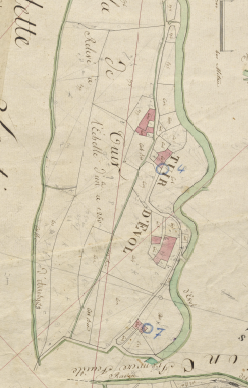
Tuïr d'Èvol, sector nord, en el Cadastre napoleònic del 1812 (Arxius Departamentals dels Pirineus Orientals, ADPO)

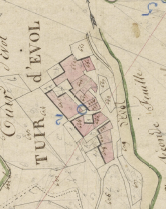
Tuïr d'Èvol, sector sud, en el Cadastre napoleònic del 1812 (ADPO)

El poble de Tuïr d'Èvol està situat a 808 metres d'altitud, majoritàriament damunt de la riba dreta de la Ribera d'Èvol, afluent de la Tet, a les Garrotxes del Conflent. Tot i ser un poble petit, té dos veïnats separats d'un centenar de metres. A la vora d'aquest riu, aigua avall, es troba també el poble d'Èvol.